# البیاض
البیاض (به عربی: البیاض) یک منطقهٔ مسکونی در سوریه است که در استان حما واقع شده‌است.

## خصوصیات
البیاض  ۴۷۱ نفر جمعیت دارد.